# 1342

## Събития

### датирани
- 7 май – Климент VI е избран за римски папа на мястото на папа Бенедикт XII;
- 16 юли – Лайош I Велики става крал на Унгария.

### недатирани
- седалището на Антиохийската православна патриаршия е преместено в Дамаск;
- съставена е Зографската грамота на бългаския цар Иван Александър за светогорския манастир „Свети Георги Зограф“;
- Гражданска война във Византия (1341 – 1347): зилотите завземат властта в Солун.

## Починали
- 6 януари – Теодора Палеологина Ангелина Кантакузина, майка на византийския император Йоан VI Кантакузин;
- 25 април – Бенедикт XII, римски папа;
- 3 септември – Анна Велика Комнина, императрица на Трапезунд;
- 27 декември – Хрельо, сръбски властел, ктитор на Рилския манастир;
- 28 декември – Бартоломео Градениго, 53-ти дож на Венеция